# Абердін (гора, Альберта)

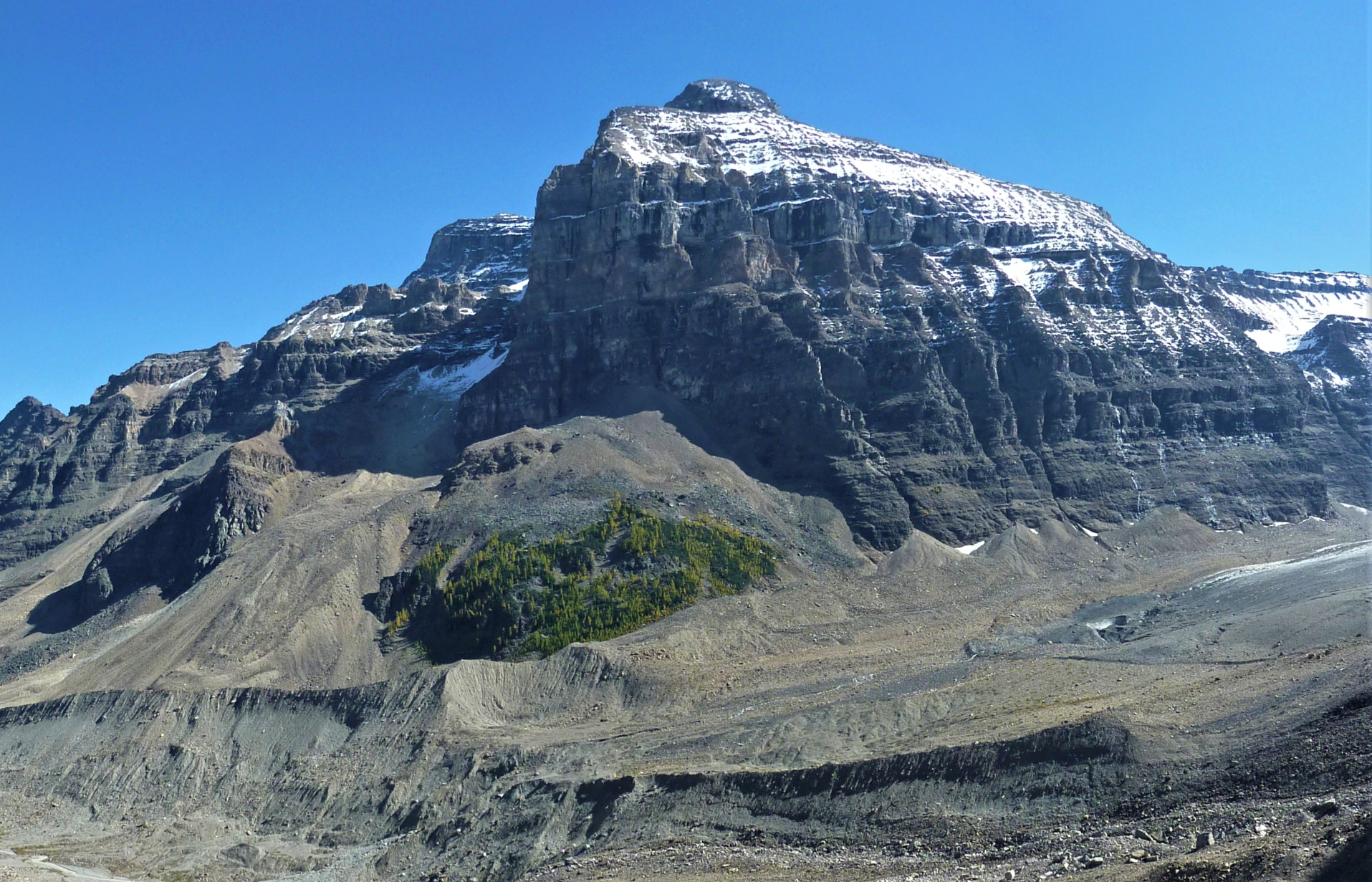
Гора Абердін від Стежки рівнини шести льодовиків

Гора Абердін — гірська вершина висотою 3152 м, розташована в районі озера Луїза Національного парку Банф, у канадських Скелястих горах Альберти, Канада. Найближча вершина - гора Лефруа, 2900 м на південний захід. Пік Хаддо знаходиться на одному масиві з горою Абердін, а льодовик Абердін знаходиться між двома вершинами. 

## Історія
Гора Абердін була названа Джеймсом Дж. МакАртуром у 1897 році на честь лорда Абердіна, 7-го генерал-губернатора Канади.  До 1897 року він був відомий як Гейзел-Пік, але немає жодних записів про те, ким був Гейзел. 
Перше сходження на вершину було здійснено у 1894 році Семюелем Е. С. Алленом, Л. Ф. Фрісселем і Волтером Д. Вілкоксом. В 1917 році В. А. Флінн досяг вершини, пройшовши з вершини піку Хаддо зі спуском до льодовика Абердін, а потім піднявшись по крутому снігу та льодовику. 
Назва гори була офіційно оприлюднена в 1952 році Радою географічних назв Канади. 

## Геологія
Як і інші гори в Банф-парку, гора Абердін складається з осадових порід, що відкладалися в період від докембрійського до юрського періодів. Ця осадова порода, яка утворилася в мілководних морях, була висунена на схід і вийшла на поверхню молодшої породи під час орогенезу Лараміди . 

## Клімат
Згідно з кліматичною класифікацією Кеппена, ця гора розташована в субарктичному кліматичному поясі з холодною сніжною зимою та м’яким літом. Температура може опускатися нижче −20 °C (−4 °F) з факторами охолодження вітром нижче −30 °C (−22 °F) .

## Зовнішні посилання
- Веб-сайт парків Канади: Національний парк Банф